# سیارک ۱۴۱۹۰
سیارک ۱۴۱۹۰ (به انگلیسی: 14190 Soldan، نامگذاری:1998XS15) چهارده هزار و صد و نودمین سیارک کشف شده‌است که در ۱۵ دسامبر ۱۹۹۸ کشف شد.
قدر مطلق سیارک برابر ۱۳٫۲۰ است.